# Aloïse Corbaz
Aloïse Corbaz (28 de junio de 1886 - 5 de abril de 1964) fue una artista marginal suiza incluida en la colección inicial de Jean Dubuffet de arte psiquiátrico. Es una de las pocas artistas marginales femeninas aclamadas.

## Biografía
Aunque soñó con ser una cantante, encontró trabajo como profesora y como institutriz en la corte del káiser alemán Guillermo II. Mientras estaba allí, desarrolló un enamoramiento obsesivo por el káiser que le llevaría a ser diagnosticada de esquizofrenia y confinada en un hospital psiquiátrico en el año 1918.
Comenzó a dibujar y a escribir poesía en secreto alrededor del año 1920, pero la mayor parte de sus primeras obras han sido destruidas; el director del hospital médico Hans Steck y la médica de cabecera Jacqueline Porret-Forel se interesaron por vez primera en el año 1936, y su obra fue finalmente descubierta por Dubuffet en 1947.
Su obra es erótica, consistente principalmente en hermosas mujeres con curvas voluptuosas y cabellos flotantes a las que prestan atención amantes en uniforme militar. Usó colores vívidos de tizas, pinturas y zumo de flores para llenar hojas enteras de papel. Su compulsión de hacer marcas en cada pulgada de papel es un horror vacui notablemente parecido al de Adolf Wölfli.
Exposiciones individuales
- 2008 "Aloïse Corbaz", Galerie du Marché, Lausanne
- 2009 "Aloïse" Watari Museum of Contemporary Art, Tokyo,
- 2012 "Aloïse, Le ricochet sauvage", Musée cantonal des beaux-arts de Lausanne
- 2012 "Aloïse" Galerie du Marché, Lausanne
- 2015 "Aloïse Corbaz en constellation", LaM - Lille Métropole Musée d'art moderne, d'art contemporain et d'art brut, Villeneuve d'Ascq
- 2021 "Aloïse Corbaz, la folie papivore", Musée cantonal des beaux-arts de Lausanne

Exposiciones colectivas
- 2025 Grand Palais, "Dans l'intimité d'une collection"
- 2025 Wallace Collection, "Grayson Perry: Delusions of Grandeur" 2025,
- 2025 Power Station of Art, Shangai, "A Walk on the Wild Side: Artworks from the Collection de l’Art Brut and Elsewhere",
- 2024 Biennale di Venezia, Padiglione Centrale, Veneci
- 2022 Musée National d'art moderne, Paris, donation Bruno Decharme
- 2019 "Flying High", Kunstforum, Vienne
- 2017 Museum Krems an der Donau, Krems, "Living in art brut" collection Hannah Rierger
- 2015 "Brut de Brut", Galerie du Marché, Lausanne
- 2014 La Maison Rouge, Paris, collection abcd /Bruno Decharme
- 2011 "Caboches", Galerie du Marché, Lausanne
- 2011 Sous le vent de l'Art Brut - Collection Charlotte Zander - Halle Saint Pierre, París
- 2005 Dubuffet et l´art brut - LaM - Lille Métropole musée d'art moderne, d'art contemporain et d'art brut, Villeneuve d'Ascq
- 2005 La Maison Rouge, Paris, Arnulf Rainer et sa collection d’art brut
- 1992 "Särlinger", Malmoe Kunstahlle,  Malmoe
- 1992 "Parallel Visions"Los Angeles County Museum, Los Angeles,
- 1998 Figure dell'anima - Palazzo Ducale, Génova
- 1993 "Parallel Visions" Museo National Reina Sofia, Madrid
- 1993 Kunsthalle, Basel
- 1992 Setagaya Art Museum, Tokyo
- 1987 Dubuffet & Art Brut, Peggy Guggenheim Collection, Venici
- 1979 Hayward Gallery,"Outsiders", London
- 1978 Musée d'art morderne, "les singuliers de l'art" Paris